# Nizozemsko na Letních olympijských hrách 1948
Nizozemsko na Letních olympijských hrách 1948 v Londýně reprezentovala výprava 149 sportovců, z toho 115 mužů a 34 žen v 18 sportech.

## Medailisté
| Medaile | Jméno | Sport         | Disciplína                        |
| ------- | --- | ------------- | --------------------------------- |
| Zlato   | Fanny Blankers-Koenová | Atletika      | Ženy běh na 100 m                 |
| Zlato   | Fanny Blankers-Koenová | Atletika      | Ženy běh na 200 m                 |
| Zlato   | Fanny Blankers-Koenová | Atletika      | Ženy běh na 80 m překážek         |
| Zlato   | Fanny Blankers-Koenová Xenia Stad-de Jong Gerda van der Kade-Koudijs Nettie Witziers-Timmer                                                                | Atletika      | Ženy štafeta 4 × 100 m            |
| Zlato   | Nel van Vliet | Plavání       | Ženy 200 m prsa                   |
| Stříbro | Gerrit Voorting | Cyklistika    | Muži silniční závod jednotlivců   |
| Stříbro | Lida van der Anker-Doedens | Kanoistika    | Ženy K1 500 m                     |
| Bronz   | Willem Slijkhuis | Atletika      | Muži běh na 1500 m                |
| Bronz   | Willem Slijkhuis | Atletika      | Muži běh na 5000 m                |
| Bronz   | Marie-Louise Linssen-Vaessen | Plavání       | Ženy 100 m volný styl             |
| Bronz   | Irma Heijting-Schuhmacher Hannie Termeulen Marie-Louise Linssen-Vaessen Margot Marsman                                                                     | Plavání       | Ženy štafeta 4 × 100 m volný styl |
| Bronz   | Koos de Jong | Jachting      | Muži třída Firefly                |
| Bronz   | Bob Maas Edward Stutterheim | Jachting      | Muži třída Star                   |
| Bronz   | Bram Charité | Vzpírání      | Muži těžká váha do 82,5 kg        |
| Bronz   | André Boerstra Henk Bouwman Piet Bromberg Harry Derckx Han Drijver Dick Esser Wim van Heel Roepie Kruize Jenne Langhout Dick Loggere Ton Richter Eddy Tiel | Pozemní hokej | Turnaj mužů                       |
| Bronz   | Cor Braasem Ruud van Feggelen Hennie Keetelaar Nijs Korevaar Joop Rohner Frits Ruimschotel Piet Salomons Frits Smol Hans Stam                              | Vodní pólo    | Turnaj mužů                       |